# Gary Gregor
Gary W. Gregor (ur. 13 sierpnia 1945 w Charles Town) – amerykański koszykarz, występujący na skrzydłowego oraz środkowego.

## Osiągnięcia
NBA
- Wybrany do All-NBA Rookie Team (1969)[1]

ABA
- Mistrz ABA (1974)[2]